# Bellon Tibor
Bellon Tibor (Nyíradony, 1941. január 1. – Karcag, 2002. szeptember 26.) magyar etnográfus, múzeumigazgató, egyetemi docens, a néprajztudomány kandidátusa (1991).

## Kutatási területe
Az anyagi kultúra (kiemelten az agráretnográfia), társadalomnéprajz.

## Életpályája
Nyíradonyban született Bellon Mihály bádogos mester és Gyarmati Anna házasságából. A debreceni Fazekas Mihály Gimnáziumban érettségizett, ezt követően 1959-ben kezdte meg egyetemi tanulmányait a Kossuth Lajos Tudományegyetemen, ahol 1964-ben szerzett diplomát magyar nyelv és irodalom valamint néprajz szakon. Az iskolateremtő Gunda Béla által vezetett tanszéken frissen végzett etnográfust 1964-ben a Győrffy István Nagykun Múzeum igazgatójának nevezték ki, az intézményt 1994-ig vezette, s haláláig aktív muzeológusként dolgozott itt. 1989-től a szegedi egyetem (akkor József Attila Tudományegyetem, ma Szegedi Tudományegyetem) Bölcsészettudományi Kara Néprajzi Tanszékének (2003-tól használt hivatalos nevén: Néprajzi és Kulturális Antropológiai Tanszéke) adjunktusa és megbízott vezetője (1989-1991), 1994-től főállású egyetemi docense, 1998-tól haláláig vezetője. 

## Családja
Felesége (1966-tól) Imre Éva könyvtáros, a karcagi Csokonai Könyvtár ny. igazgatója. Gyermekei: Bellon Tibor (1969–), Bellon Tamás (1972–) és Bellon Ágnes (1974–2019.).

## Munkássága
Még egyetemistaként írta első néprajzi tanulmányát szülőhelye, Nyíradony határhasználatáról, ez 1965-ben jelent meg az Ethnographia hasábjain. Egyetemi doktori értekezését is korán, diplomaszerzése után három esztendővel (1967) nyújtja be és védi meg, értekezése önálló kötetként 1973-ban jelent meg Karcag város gazdálkodása – Földművelés címmel.
Bellon Tibor szakmai tevékenysége mind a muzeológia, mind a tudományos kutatómunka területén szorosan kapcsolódik a Nagykunsághoz. Igazgatósága alatt valósult meg a karcagi muzeális gyűjteménynek jelenlegi helyére, a Bagdy-Papp kúriába való költöztetése. A táj népéletének vizsgálatában jelentős szerepet vállaló kutatók munkásságát állandó illetve időszaki kiállítások formájában igyekezett a nagyközönség számára bemutatni. 1973-ban nyílt meg a Nagykunsági krónika című történeti-néprajzi, 1984-ben pedig a Györffy István életpályáját végigkísérő tárlat. Bellon Tibor tevékenységéhez fűződik ezen kívül a Kántor Sándor Fazekasház /1982/ és a helyben megőrzött, műemlékileg helyreállított Nagykunsági Tájház /1984/ berendezése is. Konferenciákat szervezett Györffy István születésének 90. és 100. évfordulóján, Nagykunsági füzetek címmel kiadványsorozatot adott ki, melynek kötetei elsősorban Karcag város és a Nagykunság területének történetéről, népéletéről szóló írásokat közöltek, valamint Györffy István munkásságának állítottak emléket.
Részt vett a Szolnok megye néprajzi atlasza munkálataiban (1974), az állattartás témaköréhez kapcsolódóan. 1979-ben látott napvilágot a Gondolat Könyvkiadó gondozásában, sorozatában a táj népéletét összefoglaló igénnyel bemutató kismonográfiája, a Nagykunság. Györffy István klasszikus munkáját, a Nagykunsági krónikát, mely az 1922-ben megjelent első kiadás után még kettőt megért, mégis könyvészeti ritkaságnak számított, a szerző születésének centenáriumán (1984), a hat nagykunsági város anyagi támogatásával sajtó alá rendezte és a szerző munkásságát méltató utószóval látta el.
1991-ben megvédett kandidátusi értekezését 1996-ban tette közzé, amelyben a Nagykunság 18–19. századi állattartását mutatta be és értelmezte elsősorban a levéltári források bevonásával (Beklen). Az anyaggyűjtés és -feldolgozás módszertanát – tisztelettel utalva az elődök eredményeire – a következőképpen fogalmazta meg: „A dolgok logikájából következően a levéltári források elemzése és értelmezése a történeti–néprajzi módszer alkalmazását tette szükségessé. Meg kell azonban jegyeznem, hogy az adatok megszólaltatása a recens ismeretek, az előttünk járó néprajzos generációk munkássága, valamint a magam tereptapasztalatai nélkül nehezen lenne elképzelhető.” (Bellon Tibor 1996. 5.)
Társszerkesztői közreműködésével jelent meg 1987-ben az Európa Könyvkiadónál a Szolnok megye népművészete című kötet, amelyben több fejezet megírása is a nevéhez fűződik: A paraszti gazdaság munkaeszközei (Szabó Lászlóval); Csont-, szaru-, fafaragások és a bőr díszítése; Bútorművesség). Tudatosan próbálta felkarolni a Nagykunság népi alkotóit, akiknek a munkáiból kiállításokat is rendezett. Aktív szerepet vállalt a népi iparművészeti termékek értékelésében, zsűrizésében. A népművészet tárgyköréből Fügedi Mártával és Szilágyi Miklóssal – klasszikus írásokból szövegrészeket, fejezeteket válogatva – szöveggyűjteményt, „olvasókönyvet” állítottak össze, mely a Jelenlévő múlt sorozatban jelent meg 1998-ban (Tárgyalkotó népművészet).
A Nagykunság határain kívül több Békés, Bács-Kiskun, Csongrád és Pest megyei helytörténeti-néprajzi monográfia munkálataiban is szerepet vállalt az 1970-es évek legvégétől; a paraszti gazdálkodásról és társadalmi viszonyokról szóló fejezetek szerzőjeként.
Több évtizeden át kutatta a Tisza menti települések néprajzát, a víz és ember kapcsolatát, az ártéri gazdálkodást. A témáról írt történeti-ökológiai szemléletű munkája – amit akadémiai doktori értekezésnek is szánt – sajnos már csak posztumusz kötetként jelenhetett meg 2003-ban (A Tisza néprajza). Az ártéri gazdálkodást sajátos rendszerként értelmezte, amely több elemből tevődik össze. Az egyes haszonvételeket nem egymástól elszigetelten próbálta meg leírni, hanem igyekezett az összefüggéseket feltárni. Az ártéri gazdálkodás kutatása során Bellon Tibor más tudományágak eredményei iránt is nagyfokú érdeklődést mutatott, éppen ezért szoros kapcsolatot alakított ki a Szegedi Tudományegyetemen oktató ökológusokkal. Számos közös gyűjtőúton vettek részt, amelyek nagy élményt jelentettek számára, hiszen más szemszögből ismerhette meg szeretett folyóját, a Tiszát. Könyve előszavában így összegzi kutatása célját, módszerét és konklúzióit: „Négy évtizedes kutató-, gyűjtőmunka összefoglalására vállalkozom, tudva, hogy messze nem lezárt/lezárható még a feladat. Az 1960-as évek közepétől rendszeresen kutatom a Tiszamente ártéri gazdálkodásának emlékeit, történeti hagyományait. Gyakori terepmunka, levéltári búvárkodások Beregszásztól Zentáig, a számba vehető kéziratos térképek tanulmányozása, adatok értelmezése sűríthető e programba.[…] A kutatás során nyilvánvalóvá vált számomra, hogy az az életforma, amelyik az ármentesítések előtti időkben az egész Alföldre jellemző volt, korlátok közé szorulva, a mai körülményekhez alkalmazkodva továbbra is létezik.” (Bellon Tibor 2003. 9.) Az ártéri haszonvételek egy szeleteként utal többek között éppen a Nagykunság, illetve az Alföld mezővárosainak határában folytatott, szürkemarhára, majd birkára alapozott állattartás szempontjából a folyóvíz öntözte ártéri legelők fontosságára is.
A hagyományos magyar állatfajták, s azoknak a táplálkozáskultúrában, a gasztronómiában betöltött szerepe is érdekelte Bellon Tibort. Két impozáns, a nagyközönség számára íródott kötet szövegének is szerzője volt a Megőrzött ízek sorozatban: A magyar szürkemarha (2001), Juhételek (2002) – mindkettő Kútvölgyi Mihály fotóival.
Lengyel Gyula szerkesztővel és Orbán Ágnes rendezővel ismeretterjesztő filmanyagot készített a Tiszáról. Az 1980-as években forgatott, két részesre tervezett, s végül 12, egyenként 35 perces epizódban elkészült dokumentumfilm-sorozatot – mely a forrásvidéktől a torkolatvidékig követi a folyót – 1992. szeptember 25-én kezdte vetíteni a Magyar Televízió 2-es csatornája, s azóta az MTV és a Duna TV többször is műsorára tűzte. Bellon Tibor érdeme elsősorban az, hogy a sorozat a népélet számos elemét bemutatta, hiszen terepmunkája révén már korábban is találkozott ezekkel a jelenségekkel (halászszerszámok használata, nádaratás, vessző- és gyékényfeldolgozás, talicska, ladik készítése stb.). A filmsorozatban szereplő, periférikus népéleti jelenségeket tájtörténeti és művelődéstörténeti folyamatba illesztette bele, így nem csupán valamiféle egzotikumként jelennek meg a képernyőn. A felvett anyagból készültek az Örökségünk sorozat rövidebb epizódjai. Szakértő-riportere volt Gyökerek című, 1991–1994 között elkészült dokumentumfilm-sorozatnak.
A földrajzilag is nagy területet felölelő Tisza-kutatás, valamint a tv-sekkel még több tájon való barangolásai során az egész Kárpát-medencét bejárta, népi kultúráját sok helyütt mélységeiben is megismerte. „Ennek a mindig-mindenütt-jelenlétnek – és feltételének: a páratlan kapcsolat-teremtő készségnek – köszönhető, hogy menjen Bellon bárhová a magyar nyelvterületen, barátra, kollégára, legalább jó ismerősre talál. S ennek köszönhető, hogy a magyar népi kultúra táji tagolódásának máig érvényes jellemzőit nem csupán könyvből vett példákkal szokta volt szemléltetni…[…] …aligha akad bárki is, akinek hozzá mérhető sokrétű terep-tapasztalata lenne szinte az egész Kárpát-medencéről! ” – olvashatjuk Szilágyi Miklós köszöntő gondolatai közt. (Szilágyi Miklós 2001. 11.)
Bellon Tibor kutatói munkásságához szervesen kapcsolódott az 1980-as évek legvégétől oktatói tevékenysége. 1989 februárjában mellékállású egyetemi adjunktus lett a szegedi egyetem Néprajzi Tanszékén. A folklórkutató Ferenczi Imre mellett az anyagi kultúra (elsősorban a gazdálkodás), az életmód és a társadalomnéprajz témaköreit oktatta. Ferenczi váratlan halála után megbízott tanszékvezető (1989–1991), 1994-től főállású egyetemi docens, majd 1998-tól haláláig tanszékvezető. 1998-ban történeti néprajz témakörében habilitált.
Az egyetemi kurzusait is látogató hallgatók az általa vezetett tanszéki tanulmányutakon, terepgyakorlatokon a néprajzi gyűjtőmunka módszertanát közvetlenül, spontán módon, élményszerűen tapasztalhatták s tanulhatták meg tőle. A kapcsolatteremtés természetes és közvetlen módja, közösségteremtő személyisége hallgatói körében is szeretetet, tiszteletet és elismerést ébresztett. Tanár és ember volt egyben, aki nemes alázattal viszonyult az általa művelt tudományhoz, adatközlőihez, kollégáihoz, tanítványaihoz. Szívének kedves, s néprajzilag izgalmasnak vélt tájakra vitte hallgatóit terepmunkára: így a Felső-Tisza vidékre, vagy a Kárpát-medence peremterületeire, mint a szatmári Avas-vidék (Románia) vagy a Muravidék (Szlovénia). 

## Tudományos fokozatai
- doktorált (1967),
- a néprajztudomány kandidátusa (1991),
- habilitált (1998).

## Díjai, elismerései
- Szolnok Megyéért díj (1977)
- Magyar Néprajzi Társaság Tájkutató Díja (1985)
- Móra Ferenc-díj (1992) [1]
- Nagykunságért Díj (1995)
- Mestertanár (1999)
- Karcag város díszpolgára (2000)

## Tudományos társasági tagságai és tisztségei
- Magyar Néprajzi Társaság (1970–) tag; (1994–1997) főtitkár
- MTA Agrártörténeti és Faluszociológiai Szakbizottság (1997–) tag
- MTA Néprajztudományi Bizottság (1999–) titkár

## Emlékezete
- Karcagon a  Déli Temetőben nyugszik.
- 2007 óta nevét viseli az SZTE BTK Néprajzi és Kulturális Antropológiai Tanszékén a Bellon Tibor tanterem.

## Főbb művei (önálló kötetek)
- Karcag város gazdálkodása. Földművelés. (Szolnok 1973)
- Nagykunság. (Gondolat Kiadó, Budapest, 1979)
- Karcag és a Nagykunság. (Szolnok Megyei idegenforgalmi Hivatal, Szolnok, 1983)
- Szolnok megye népművészete. (Európa Kiadó, Budapest, 1987) Szerk. Szabó Lászlóval https://library.hungaricana.hu/hu/view/MEGY_JNSZ_Sk_1987_szolnok_megye_nepmuveszete/?pg=0&layout=s
- Beklen. A nagykunsági mezővárosok állattartó gazdálkodása a XVIII–XIX. században. (Karcag város Önkormányzata, Karcag, 1996) https://terebess.hu/keletkultinfo/bellon.html
- Tárgyalkotó népművészet. (Planétás Kiadó, Budapest, 1998) Szerk. Fügedi Mártával és Szilágyi Miklóssal
- A magyar szürkemarha. (Timp Kiadó, Budapest, 2001) Kútvölgyi Mihállyal
- Göncz János: Gyermekkorom faluja. Forgácsok Göncz János hetési képeiből, emlékeiből. A kötetet szerkesztette, a bevezetőt írta és a szöveget gondozta Bellon Tibor. (Magyar Nemzetiségi Művelődési Intézet, Lendva, 2001) http://mek.oszk.hu/02500/02564/
- Juhételek. (Timp Kiadó, Budapest, 2002) Kútvölgyi Mihállyal
- A Tisza néprajza. Ártéri gazdálkodás a tiszai Alföldön. Sajtó alá rend. ifj. Bellon Tibor és Szilágyi Miklós. (Timp Kiadó, Budapest 2003)